# Sistotrema coroniferum
Sistotrema coroniferum é uma espécie de fungo pertence à família Hydnaceae.